# 黑喵知情
《黑喵知情》（英語：Animal Whisper），2020年台灣偶像劇，是台灣首部以寵物溝通為題材的戲劇。由簡嫚書、施名帥、連俞涵、王家梁領銜主演，LINE TV、民視無線台於2020年8月2日首播，KKTV於2020年8月23日起同步播出。

## 播出時間

### 首播
| 频道       | 所在地 | 首播日期     | 播出時間     |
| 民視無線台 | 臺灣   | 2020年8月2日 | 每週日 22:00 |

### 網路平台
| 频道    | 所在地 | 首播日期      | 播出時間     |
| LINE TV | 臺灣   | 2020年8月2日  | 每週日 21:00 |
| KKTV    | 臺灣   | 2020年8月23日 | 每週日 22:00 |

## 演員列表

### 主要演員
| 演員   | 角色   | 介紹 | 登場集數               |
| 施名帥 | 羅鈞   | 原是學設計出身，現為立法委員沈清楷的助理。妻子過世後，意識到自己能再次運用從小與生俱來的寵物溝通能力。家有黃金獵犬「小小」、天竺鼠「阿喵」 | 1-14                   |
| 簡嫚書 | 葉宜甜 | 獸醫，動物醫院院長。家有自殺母親留下的寵物貓麒麟，和羅育棋參加同一創傷團體諮商                                                             | 1-14                   |
| 連俞涵 | 劉佩珊 | 羅鈞的妻子，動物醫院助手，私底下是寵物溝通師黑喵知情，因車禍過世。                                                                         | 1、3、7、9、12、13、14 |
| 王家梁 | 羅育棋 | 暱稱小羅，國外傭兵退役後回台，接受指令擔任殺手，劉佩珊為其中之一的被害者。也因此收留了柴犬「奈奈」，和葉宜甜參加同一創傷團體諮商           | 4、6、10、12           |
| 陳以文 | 張本善 | 葉宜甜的父親，藥廠董事，離婚後與邱子玲交往，家有自殺妻子留下的寵物貓布丁                                                                   | 4-14                   |
| 尹昭德 | 沈清楷 | 立法委員，鐘雅雲的丈夫，以動保為形象和政見主軸，和羅鈞有同鄉情誼                                                                           | 1-14                   |

### 其他演員

#### 沈清楷辦公室
| 演員   | 角色   | 介紹                                                                                         | 登場集數        |
| 梁正群 | 楊陳傑 | 立法委員沈清楷的辦公室主任，工作認真能力強，私下卻有可怕的另一面                             | 1-4、8-9、12-14 |
| 程予希 | 小林   | 沈清楷辦公室的助理，很害怕照顧辦公室的一對鸚鵡『凍蒜』跟『穩中』，最終接續沈清楷理想推動動保 | 1-12、14        |
| 夏大寶 | 大黑   | 沈清楷辦公室的助理，為重病親人承受不小的經濟壓力                                             | 1-12、14        |
| 施名帥 | 羅鈞   | 沈清楷辦公室的助理，參見主要演員                                                             | 1-14            |

#### 沈清楷家
| 演員   | 角色   | 介紹                         | 登場集數  |
| 蔡燦得 | 鐘雅雲 | 沈清楷的妻子                 | 1-6，8-13 |
| 姚愛寗 | 沈蕙芳 | 大學生，沈清楷與鐘雅雲的女兒 | 2-13      |

#### 羅鈞家
| 演員   | 角色       | 介紹                                       | 登場集數    |
| 王宥謙 | 羅鈞(童年) | 和劉佩珊是曾在同一個村子裡長大的青梅竹馬   | 1、6、8、13 |
| 潘麗麗 | 柯瑞貞     | 羅鈞母，母子因故關係疏離                   | 8、13、14   |
| 周之民 | 羅來旺     | 羅鈞父，疑似和羅鈞有相同能力，因故成植物人 | 13、14      |

#### 劉佩珊家
| 演員   | 角色         | 介紹                                   | 登場集數 |
| 賴雨霏 | 劉佩珊(童年) | 和羅鈞是曾在同一個村子裡長大的青梅竹馬 | 1、8     |

#### 葉宜甜家
| 演員 | 角色  | 介紹                                                             | 登場集數  |
| 丁寧 | Nancy | 與張本善離婚，患有憂鬱症，於葉宜甜獸醫院開業第二天慶祝時自殺身亡 | 4、10、14 |

#### 劉永名家
| 演員   | 角色   | 介紹                                             | 登場集數 |
| 周丹薇 | 葉心芳 | 與劉永名育有一女劉孟芝                           | 7-9      |
| 王道南 | 劉永名 | 黨主席，與沈清楷競爭立法委員提名，患有帕金森氏症 | 7-9      |
| 嘉瑩   | 劉孟芝 | 患有氣喘，曾養有一隻貓波波，已出國讀書           | 7-8      |

### 客串演員
| 演員   | 角色       | 介紹                                                                                                 | 登場集數       |
| 王渝屏 | 張佳婷     | 咖啡廳店員                                                                                           | 1-2            |
| 李美容 | 張佳婷奶奶 | | 1-4、11        |
| 高慧君 | Maggie     | 寵物溝通師                                                                                           | 1-3、13、14    |
| 蔡亘晏 | 邱子玲     | 與張本善交往                                                                                         | 4              |
| 陳家逵 | 劉政傑     | 葉宜甜的大學學長，喜歡葉宜甜，在宜甜父親的藥廠上班。利用陳天福的繁殖場所提供的動物做為藥物實驗對象。 | 6、9-10、12-13 |
| 陳雪甄 | 創傷團講師 | 關心葉宜甜的狀況，曾提出葉宜甜每次敘述的回憶有前後不一的情況                                         | 4、11-12、14   |
| 林志儒 | 陳天福     | 開設非法動物繁殖場，遭人殺害                                                                         | 9-13           |
| 邵崇柏 | 劉大哥     | 警察                                                                                                 | 9-13           |
| 趙士懿 | 張啟宏     | 張本善的弟弟                                                                                         |                |
| 劉書宏 | 梅爾配音   | 鐘雅雲愛狗曾經救她一命                                                                               | 6              |
| 陳彥鈞 | 里長狗配音 | 常坐在公園矮牆上的不起眼小狗                                                                         |                |

## 電視劇歌曲
| 曲別   | 歌名           | 演唱者 | 作詞             | 作曲     |
| 片頭曲 | 小小的愛       | 周予天 | AC周予天、吳易緯 | AC周予天 |
| 片尾曲 | 無名花         | 鄭心慈 | NANA HO          | 鄭心慈   |
| 插曲   | 歡迎來到我身邊 | 鄭心慈 | 鄭心慈           | 鄭心慈   |
| 插曲   | 永不失聯的愛   | 周興哲 | 饒雪漫           | 周興哲   |
| 插曲   | 一個人真好     | 林頡   | 吳易緯           | 林頡     |

## 民視收視率
| 播出日期       | 集數       | 收視率 | 備註              |
| 2020年8月2日   | 1          | 0.91   |                   |
| 2020年8月9日   | 2          | 1.02   |                   |
| 2020年8月16日  | 3          | 0.67   |                   |
| 2020年8月23日  | 4          | 0.82   |                   |
| 2020年8月30日  | 5          | 0.91   |                   |
| 2020年9月6日   | 6          | 0.87   |                   |
| 2020年9月13日  | 7          | 0.76   |                   |
| 2020年9月20日  | 8          | 0.71   |                   |
| 2020年9月27日  | 9          | 0.82   |                   |
| 2020年10月4日  | 10         | 0.76   |                   |
| 2020年10月11日 | 11         | 0.67   |                   |
| 2020年10月18日 | 12         | 0.88   | 最高瞬間收視率2.4 |
| 2020年10月25日 | 13         | 0.62   |                   |
| 2020年11月1日  | 14         | 0.72   | 精彩大結局        |
| 平均收視率     | 平均收視率 | 0.80   |                   |

## 獎項及提名
| 獎項         | 類別             | 入圍者         | 結果 |
| 第56屆金鐘獎 | 戲劇節目獎       | 《黑喵知情》   | 提名 |
| 第56屆金鐘獎 | 戲劇節目導演獎   | 陳保中、包祥麟 | 提名 |
| 第56屆金鐘獎 | 戲劇節目編劇獎   | 謝宗臣、柯尊仁 | 提名 |
| 第56屆金鐘獎 | 戲劇節目男主角獎 | 施名帥         | 提名 |
| 第56屆金鐘獎 | 戲劇節目男配角獎 | 梁正群         | 提名 |
| 第56屆金鐘獎 | 戲劇類節目攝影獎 | 古曜華、劉韋昇 | 提名 |